# Норт Чарлстон (Јужна Каролина)
Норт Чарлстон (енгл. North Charleston) град је у америчкој савезној држави Јужна Каролина.

## Демографија
По попису из 2010. године број становника је 97.471, што је 17.83 (22,4%) становника више него 2000. године.
| Група             | 2000.          | 2010.          |
| Белци             | 34.443 (43,2%) | 36.945 (37,9%) |
| Афроамериканци    | 39.348 (49,4%) | 45.964 (47,2%) |
| Азијати           | 1.263 (1,6%)   | 1.897 (1,9%)   |
| Хиспаноамериканци | 3.163 (4,0%)   | 10.617 (10,9%) |
| Укупно            | 79.641         | 97.471         |